# Hölle (Kabarett)

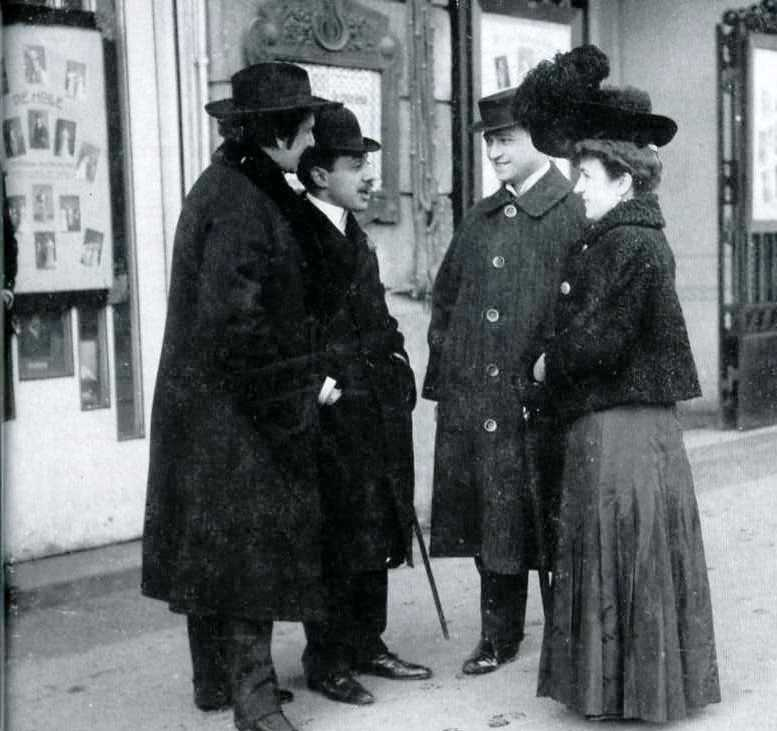
Fritz Grünbaum (2. v. l.) im Gespräch vor der Hölle, 1908

Die Hölle war eines der ersten Jugendstilkabaretts in Wien. Mit dem weiterhin bestehenden Kabarett Simpl und dem ehemaligen Moulin Rouge war es eines der führenden Kabaretts in Wien und darüber hinaus auch im gesamten deutschsprachigen Raum. Bespielt wurde es, mit Unterbrechungen, von 1906 bis 1937 im Souterrain des Theaters an der Wien, Linke Wienzeile 6.

## Geschichte
Im Herbst 1906 eröffneten die beiden Volksschauspieler und Theaterunternehmer Siegmund Natzler und Leopold Natzler das Theater und Cabaret Die Hölle im Souterrain des Theaters an der Wien. Die Hölle war eines der bekanntesten und wichtigsten Unterhaltungsetablissements im deutschsprachigen Raum. Sie war dem Geist des französischen Cabarets verpflichtet und eine Talenteschmiede für Unterhaltungskünstler aller Art. Ralph Benatzky, Fritz Grünbaum, Karl Farkas, Hans Moser, Hugo Wiener, Mela Mars (1882–1919) und Stella Kadmon gehören zu denen, deren Karriere in der Hölle ihren Anfang nahm.
Joseph Urban und Heinrich Lefler, beide Mitglieder der Künstlervereinigung Hagenbund, entwarfen zwei prachtvolle Jugendstilräume: den Theatersaal, in dem sich heute der Pausenraum des Theater an der Wien befindet, und den sogenannten „Höllensaal“, der rot in rot gehalten, mit Boxen und züngelnden Goldflammen verziert und mit hohen Spiegeln ausgestattet war. Darüber hinaus fand ein Restaurantbetrieb statt. Franz Lehár, Edmund Eysler und der junge Robert Stolz schrieben einaktige Varietéoperetten für die Hölle, Béla Laszky (1867–1935) und Ralph Benatzky frivole Lieder, die von den Diseusen Mela Mars und Josma Selim vorgetragen wurden. Fritz Grünbaum las aus eigenen Dichtungen, und Grete Wiesenthal führte Tänze auf. Mehr als 20 Jahre war die Hölle eines der führenden Cabarets im deutschsprachigen Raum. Kabarettunternehmer wie Rudolf Nelson vom Chat Noir in Berlin und Agenten kamen in die Hölle, um neue Darsteller für ihre eigenen Etablissements anzuheuern. Das Kabarett wurde durchgängig von 1906 bis 1916 bespielt, dann wieder mit der Eröffnung der Orient-Bar in der „Hölle“ ab 18. Mai 1918 bis 1928.
Im Herbst 1929 zog das Theater der Komiker in die Räume der ehemaligen Hölle ein und bespielte sie bis zum März 1931.
Seit 2010 wird die Hölle wieder als Kabarett Die Hölle mit historischen Kabarettprogrammen bespielt. Unter der künstlerischen Leitung von Georg Wacks treten die Diseuse Elena Schreiber, der Kunstpfeifer und Impresario des Letzten erfreulichen Operntheaters Stefan Fleischhacker, der Chansonnier Martin Thoma und Christoph Wagner-Trenkwitz mit musikalischer Begleitung des Ensembles Albero Verde im Souterrain des Theaters an der Wien auf und lassen den Geist der Hölle im 21. Jahrhundert wieder aufleben. In ihren Programmen wird die Vergangenheit zum Spiegel der Gegenwart und vereinigt sich mit ihr in einem lustvollen Tanz durch die Kulturgeschichte, frei nach dem Motto des großen Kabarettisten Armin Berg „So dreht sich alles auf der Welt“.

## Uraufführungen in der Hölle
- 7. Oktober 1906: Phryne, burleske Operette in einem Akt, Musik Edmund Eysler, Libretto Fritz Grünbaum und Robert Bodanzky[2]
- 7. Jänner 1907: Mitislaw der Moderne, Operette in einem Akt, Musik Franz Lehár, Libretto Fritz Grünbaum und Robert Bodanzky
- 1. Dezember 1909: Brüderlein fein, Alt-Wiener Singspiel in einem Akt, Musik Leo Fall, Libretto Julius Wilhelm[3]
- 1. Dezember 1912: Rosenstock und Edelweiss, Operette in einem Akt, Musik Franz Lehár, Libretto Julius Bauer
- 30. Jänner 1916: Haremsmädel; Operette in einem Akt; Musik Carl Wolfgang Zeller, Libretto Carl Wolfgang Zeller[4]
- 22, Jänner 1922: Frühling, Operette in einem Akt, Musik Franz Lehár, Libretto Rudolf Eger